# 林永喜
林 永喜（はやし えいき）は、江戸時代初期の儒学者、歌人。兄林羅山と共に江戸幕府に仕え、初期の幕政に参画した。

## 経歴
天正13年（1585年）、京都に生まれた。兄林羅山に道学、歌道家に和歌を学び、慶長9年（1604年）9月9日藤原惺窩に初対面して啓発を受けた。度々漢和聯句会に参加し、慶長13年（1608年）から一華堂乗阿と『源氏物語』について論争した。
慶長13年（1608年）3月27日駿府城で徳川家康に拝謁し、江戸に出て徳川秀忠にも面会した。慶長14年（1609年）長崎に派遣された。慶長17年（1612年）江戸に出仕し、武蔵国瓦葺村550石を知行し、常に近侍して訴訟の裁定を行った。慶長19年（1614年）と慶長20年（1615年）大坂の陣に随行した。
元和2年（1616年）4月17日家康の死後、南光坊天海と上洛し、菊亭晴季と家康の神号下賜について協議した。同年12月21日徳川秀忠の御咄衆に加わった。寛永3年（1626年）上洛に随行し、9月二条城行幸の時、老中・執事の評議に参加し、『皇朝類苑』等を賜った。寛永4年（1627年）3月3日羅山・以心崇伝と崇源院霊牌の書法、9月17日酒井忠世・土井利勝・崇伝・羅山とオランダ国王の書簡について協議した。
寛永6年（1629年）6月父信時の葬儀のため上洛し、12月30日刑部卿・法印に叙された。寛永7年（1630年）12月秀忠の看病に当たり、寛永9年（1632年）1月24日死去すると、天海・崇伝・羅山等と諡号について協議した。同年12月自邸を焼失し、代地を賜った。
寛永11年（1634年）羅山と日光東照宮・増上寺の年中行事について撰文し、寛永12年（1635年）春羅山の武家諸法度19条の起草に加わった。寛永13年（1636年）12月朝鮮通信使の儀式・返答書簡について協議した。
寛永15年（1638年）8月19日江戸で死去し、忍岡聖堂北隅に葬られ、牛込に改葬された。

## 著作

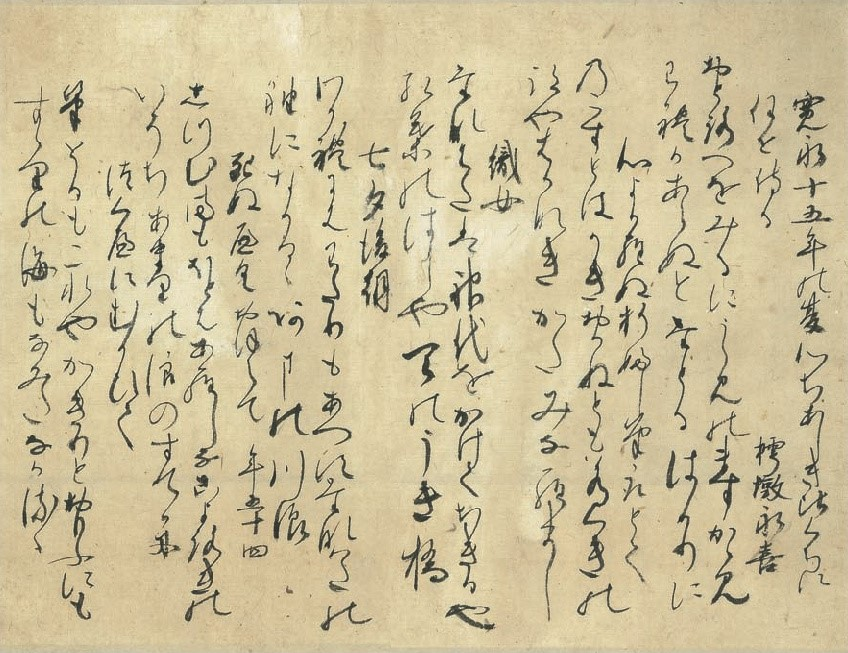
和歌懐紙「寛永十五年の夏」（個人蔵）

- 『林永喜仮字遣書』[4] - 定家仮名遣に基づく仮名遣書[5]。東福門院に献上されたという。宝永4年（1707年）河井徳久奥書本が東京大学国語研究室黒川文庫所蔵[4]。
- 『東武紀年録』[2]
- 『三史鈔』[5]
- 『東舟詩集』[5]
- 『東舟文集』[5]
- 『樗墩雑記』[5]

## 門人
- 高麗永竹 - 徳川綱吉侍医[2]。

## 親族
- 父：林弥次右衛門信時（林入） - 林又右衛門正勝次男。紀伊国出身。寛永6年（1629年）6月16日83歳で没[1]。
- 母：田中氏[2]
  - 兄：又三郎信勝（林羅山）
- 妻：布施氏[2]
  - 娘[1]
  - 長男：弥一郎信貞[1] - 寛永7年（1630年）6月19日没[2]。
  - 次男：弥平次信次（永甫、寒江[3]） - 寛永7年（1630年）12月12日評定所に出仕した[1]。寛永16年（1639年）10月1日26歳で死去し、家系は断絶した[2]。